# Dubbele bovenliggende nokkenas

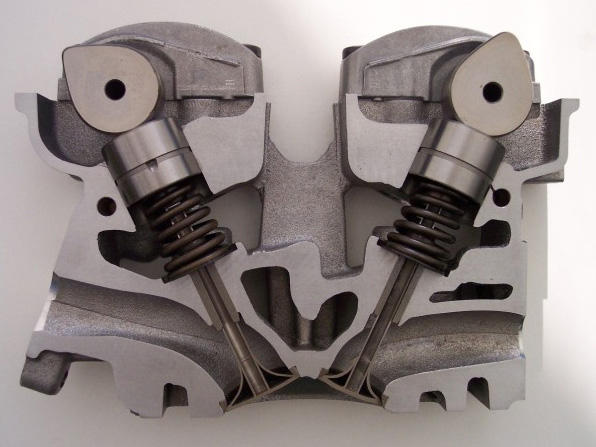
doorsnede van DOHC cilinderkop

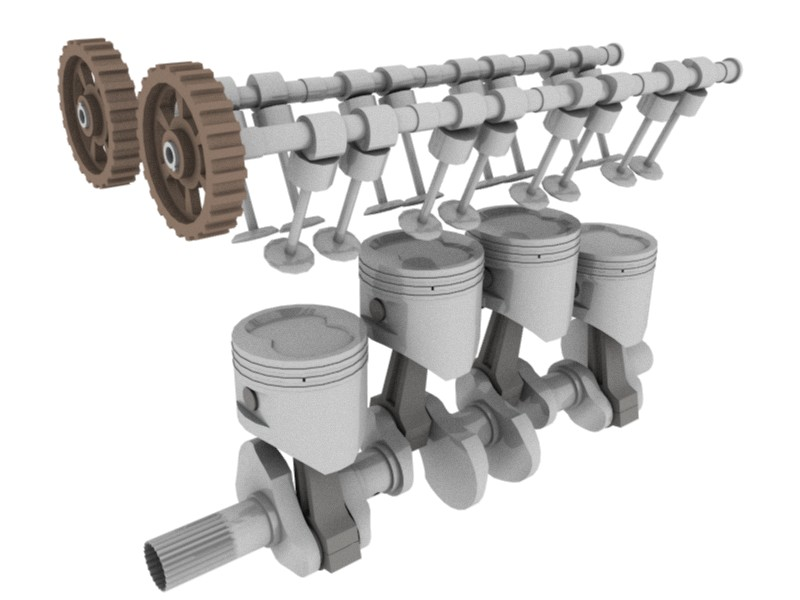
Twee bovenliggende nokkenassen.

Een dubbele bovenliggende nokkenas of Engels Dual Overhead Camshaft of DOHC, ook wel in het Italiaans Twin Cam of Bialbero genoemd, is een systeem in de techniek van viertaktmotoren waarbij twee in plaats van één bovenliggende nokkenassen zorgen voor een veel directere bediening van de kleppen. Hierdoor kunnen de kleppen sneller worden geopend en gesloten en zijn hogere toerentallen mogelijk.
Bialbero komt soms in type-aanduidingen van Italiaanse motorfietsen voor, zoals bij de Saturno 500 Bialbero uit 1988 van Gilera.
Tegenwoordig worden dubbele bovenliggende nokkenassen bij benzinemotoren zowel in auto's als motorfietsen veelvuldig toegepast.